# Bellemerea
Bellemerea Hafellner & Cl. Roux  (bellemera) – rodzaj grzybów z rodziny krążniczkowatych (Lecideaceae). Ze względu na współżycie z glonami zaliczany jest do grupy porostów. W Polsce występują dwa gatunki.

## Systematyka i nazewnictwo
Pozycja w klasyfikacji według Index Fungorum: Lecideaceae, Lecideales, Lecanoromycetidae, Lecanoromycetes, Pezizomycotina, Ascomycota, Fungi.
Takson ten utworzyli Josef Hafellner i Claude Roux w 1984 r. Nazwa polska według opracowania W. Fałtynowicza.

## Gatunki
- Bellemerea alpina (Sommerf.) Clauzade & Cl. Roux 1984 – bellemera alpejska
- Bellemerea cinereorufescens (Ach.) Clauzade & Cl. Roux 1984 – bellemera szarobrunatna
- Bellemerea cupreoatra (Nyl.) Clauzade & Cl. Roux 1984
- Bellemerea diamarta (Ach.) Hafellner & Cl. Roux 1984
- Bellemerea elegans Øvstedal 2009[3]
- Bellemerea pullata (Darb.) Øvstedal 2001
- Bellemerea sanguinea (Kremp.) Hafellner & Cl. Roux 1984
- Bellemerea subcandida (Arnold) Hafellner & Cl. Roux 1984
- Bellemerea subsorediza (Lynge) R. Sant. 1987

Nazwy naukowe na podstawie Index Fungorum. Nazwy polskie według checklist W. Fałtynowicza.